# Dragan Živadinov
Dragan Živadinov, slovenski gledališki režiser in performer * 24. januar 1960, med Ilirsko Bistrico in Postojno.

## Življenjepis
Dragan Živadinov je od leta 1980 do 1984 na AGRFT v Ljubljani študiral gledališko režijo. Leta 1984 je bil soustanovitelj umetniškega gibanja Neue Slowenische Kunst, ki mu je izbral tudi ime, ter idejni konstruktor stilne formacije retrogardizma. Leta 1983 je ustanovil retrogardistično Gledališče sester Scipion Nasice ter leta 1987 Kozmokinetično gledališče Rdeči pilot. V začetku devetdestih let je Rdečega pilota transformiral v Kozmokinetični kabinet Noordung. Leta 1995 je s stilno formacijo telekozmizma vstopil v petdesetletni gledališki projektil »1995-2045-Noordung«. Leta 1998 je postal kandidat kozmonavt, leta 1999 pa je realiziral »Biomehaniko Noordung«, prvo celovito predstavo v pogojih breztežnosti. Leta 2005 in 2015 je ponovil petdesetletni gledališki projekt "Projektil 1995-2045-Noordung", ki se uprizarja vsakih deset let. V osemdesetih letih je gradil retrogardistične dogodke in observatorije. V devetdesetih letih je gradil informanse. V prvem desetletju tretjega tisočletja pa gradi postgravitacijske gledališke abstrakte.
Leta 2020 je skupaj z Dunjo Zupančič prejel Župančičevo nagrado, 2025 pa (sam) Prešernovo nagrado za življenjsko delo.

## Delo

### Retrogarda
Gledališče Sester Scipion Nasice

1983-1987

1984 - Ilegalna faza: Retrogardistični dogodek Hinkemann

1985	 - Eksorcistična faza: Retrogardistični dogodek Marija Nablocka

1986	 - Retroklasična faza: Retrogardistični dogodek Krst pod Triglavom, Cankarjev dom, Ljubljana

1987	 - Samouničenje

Kozmokinetično gledališče Rdeči pilot

1987-1990

1987	 - Dramski observatorij Fiat

1987	 - Baletni observatorij Fiat

1988	 - Dramski observatorij Zenit, SMG, Ljubljana

1988	 - Baletni observatorij Zenit

1990	 - Dramski observatorij Kapital

Kozmokinetični kabinet Noordung

1990-1995-2045

1993 - Molitveni stroj Noordung, SNG Balet, Ljubljana

### Telekozmizem
Telekozmistična postaja Biomehatron (Projektil Noordung)

1995-2045 

1995 - Projektil 1995-2045-Noordung, petdesetletna gledališka predstava

1998 - Obred poslavljanja, Likvidatura Atraktor

1999 - Informans, Tisoč let filma

1999 - Obred poslavljanja, Gravitacija nič / Biomehanika Noordung, Zvezdno mesto, Projekt Atol

2000 - Obred poslavljanja, Trije izdelki Noordung, SNG Drama

2001 - Obred poslavljanja, OHOrganizem, Projekt Atol

2002 - Obred poslavljanja, Supremat, SMG Ljubljana

2003 - Informans, Telelogija, Projekt Atol

2005 - 1995 2005 2045, Pedesetletni projektil Noordung, Prva ponovitev

2005 - Informans, Vacuum 8G/15KS Projekt Atol in SMG Ljubljana 

2006 - Syntapens::Avatars::Umbot, CIANT, LMR, LIBAT, Projekt Atol

### Izbrani festivali in turneje
1984 - Bitef, Beograd, Hinkemann

1985 - Bitef, Beograd,  Marija Nablocka

1986 - Bitef, Beograd, Krst pod Triglavom

1986 - Fringe Festival, Edinburgh, Marija Nablocka

1987 - Eurokaz, Zagreb, Fiat

1987	 - Wiener Festwochen, Wien, Fiat

1987 - European Capital of Culture, Amsterdam, Fiat, Marija Nablocka

1987	 - LIFT, London, Fiat

1988	 - Teatro festival Parma, 1988, Fiat

1989	 - European Capital of Culture, Glasgow, Rekord

1989	 - Eurokaz, Zagreb, Zenit in Zenit

1990 - Segedin, Zenit

1990	 - Kunsthalle and Zakk, Dusseldorf, Zenit

1990	 - Wiener Festwochen, Wien, Zenit

1990	 - MF Divadlena, Nitra, 1990, Zenit

1990	 - Eurokaz, Zagreb, Kapital

1991	 - Theater der Welt, Essen, Zenit

1992	 - Festival Oltre, Milan, Zenit 

1992	 - Embassy NSK Moscow

1993	 - European Capital of Culture, Antwerpen, Molitveni stroj Noordung

1993 - Eurokaz, Zagreb, Molitveni stroj Noordung

1993	 - Embassy NSK Gent

1994	 - Kampnagel, Hamburg, Molitveni stroj Noordung

1994	 - Tunnel Vision, Lille, 1994

1995	 - NVA, Glasgow, 1995, Stormy waters

1995	 - NSK state, Berlin

1999	 - CPK, Star City, Biomehanika Noordung

1999	 - ESA, Bremen, Bookstore Noordung

1999	 - Art Nouveau, Bologna, Informans

1999	 - Kvadrienale, Prague

2000	 - Salon 3, London, Gravitacija nič

2001	 - V2, Rotterdam, Informans

2001	 - SAI, San Francisco, Informans

2002	 - Haus der Kulturen de Welt, Berlin, Informans
 
2002	 - MECAD, Barcelona, Informans

2002	 - OLATS, Paris, Informans

2002	 - SMART Project Space, Amsterdam, Informans

2002	 - Halsey gallery, Charleston, 2002, Informans

2002	 - Museum für Gestaltung, Zurich

2003	 - Kunsthalle Fridericianum, Kassel

2004	 - Helix, Dublin, Supremat 

2004 - Museum Hermanna Obertha - Feucht, Infointervencija

2005 - The Academy of Fine Arts in Aix-en-Provence, Umbot, Infointervencija

2005 - Prva ponovitev: NOORDUNG 1995-2045, Petdesetletna gledališka predstava, Zvezdno mesto, 20. 4. 2005, Hidrolaboratorij, ISS

2005 - The Influencers, d-i-n-a in Centre de Cultura Contemporània de Barcelona, Barcelona2005

2005 - Entermultimediale.2 Praga, Vitkovo, Noordung vacuum, Informans

2005 - FOam-TRG, Beursschouwburg, Bruselj, Vacuum vademecum-1, Informans

2005 - Festival svetskog kazališta, Zagreb ZKM, Vacuum 8G/16KS, Informans

2006 - White box, New York, ANARH::Noordung, Informans